# Lago Khanskoye
O lago Khanskoye (em russo:  Ха́нское озеро, transl. Khánskoye ozero) ou Tatarskoye (em russo:  Тата́рское озеро, transl. Tatárskoye ozero) é um lago salgado perto de Eysk, no raion de Eyskiy, krai de Krasnodar, Rússia. O lago tem 19 quilómetros de comprimento e 7 km de largura. Tem uma profundidade de até 1,8 metros. É um monumento natural de importância regional desde 1988, por decisão do Comité Executivo Regional de Krasnodar.
No lago existem colónias de pelicano-crespo (Pelecanus crispus), alcatraz-de-cabeça-preta (Ichthyaetus ichthyaetus), gaivina-de-bico-vermelho (Hydroprogne caspia) e corvo-marinho-de-faces-brancas (Phalacrocorax carbo). Além disso, o lago Khanskoye foi declarado uma área importante para a preservação de aves (IBA) e desempenha um papel na conservação de espécies raras de plantas.
O lago tinha cerca de 108 km², mas tem vindo a secar desde 2007. O abastecimento da água do lago pelo rio Yaseni também é muito reduzido e no período quente do ano, a água não chega ao lago. Várias dezenas de diques foram construídos nos últimos anos e o rio foi transformado em um sistema de lagoas parcialmente conectadas. A diminuição do volume de água do lago alterou a composição da biota e levou a uma redução no número de aves migratórias e nidificantes.